# Даглас (Канзас)
Даглас (енгл. Douglass) град је у америчкој савезној држави Канзас.

## Демографија
По попису из 2010. године број становника је 1.700, што је 113 (-6,2%) становника мање него 2000. године.
| Група             | 2000.         | 2010.         |
| Белци             | 1.723 (95,0%) | 1.606 (94,5%) |
| Афроамериканци    | 5 (0,3%)      | 6 (0,4%)      |
| Азијати           | 4 (0,2%)      | 8 (0,5%)      |
| Хиспаноамериканци | 30 (1,7%)     | 37 (2,2%)     |
| Укупно            | 1.813         | 1.700         |